# Districtul Verden
Districtul Verden este un Kreis în landul Saxonia Inferioară, Germania. 
1. ↑  Bundesgesetzblatt, 27 septembrie 2004, p. 2350
2. 1 2 3  GeoNames